# Johann Carl Kahnt
Johann Carl Kahnt (* um 1758 in Braunschweig; † 10. Juli 1821 in Braunschweig) war ein deutscher Tischler, Baukommissar und Hochschullehrer am Collegium Carolinum in Braunschweig. Das von ihm 1790 errichtete Architektonische Zeicheninstitut gilt als Vorläufer der heutigen Hochschule für Bildende Künste Braunschweig.

## Leben
Johann Carl Kahnt wurde um 1758 in Braunschweig geboren, wo er eine Tischlerlehre absolvierte. Er besuchte anschließend die Bauakademie Wien und kehrte nach Braunschweig zurück. Dort erhielt er 1789 den Auftrag Herzog Karl Wilhelm Ferdinand zur Errichtung eines Architektonischen Zeicheninstituts für Architektur, Baukunst und Mechanik. Dieses wurde 1790 im Waisenhaus eröffnet und bestand bis 1852. Es handelte sich um eine Vorform heutiger Berufsschulen zur Förderung der Qualität des heimischen Handwerks. Kahnt wirkte von 1814 bis 1821 nebenamtlich als Lehrer für die technischen Wissenschaften am Collegium Carolinum. Er hielt Vorlesungen über Architektur und bürgerliche Baukunst, aber auch über Maschinenlehre und Mühlenbaukunst als Vorläuferfächer des Maschinenbaus. Im Jahr 1815 wurde er zum Baukommissar ernannt. Einer seiner Schüler am Collegium Carolinum, Carl Theodor Ottmer, wurde später sein Nachfolger als Lehrer an dieser Lehranstalt.
Kahnt war seit 1800 verheiratet. Er starb im Juli 1821 in Braunschweig.